# Ласовський Ярополк
Ласовський Ярополк Володимирович (17. 10. 1941, Львів — 22. 10. 2006, м. Кларіон, шт. Пенсильванія, США) — композитор, скрипаль, диригент, педагог. Син Оксани Керч і Володимира Ласовського. Дійсний член НТШ (США).

## Життєпис
Закінчив Нью-Йоркський університет (1969; клас скрипки й музичної педагогіки), Університет Огайо (м. Колумбус, США, 1981; кл. теорії музики зі ступ. д-ра філософії). Навчався приватно диригуванню у Ш. Брука та Е. Вейлана (Колумбійський симфонічний оркестр).
1969–72 — викладач Нью-Йоркс університету, 1972–76 — Університету Огайо.
Від 1977 — професор Кларіонського університету.
Від 1969 був концертмейстером і диригентом оркестрів США, зокрема 1976–77 — співдиригентом хору «Дніпро» в Клівленді.
Від 2003 брав участь у щорічному міжнародному конкурсі «Vivat, musica» (м. Нова Каховка Херсонська обл.), виступав із симфонічним оркестром «Гілея» Херсонської філармонії.

## Творчий доробок
Автор музичної комедії «Дейзя» (1974, за творами О. Керч), «Symphoniі Brevis», «Купальського триптиха» (1985, для флейти, скрипки, фортепіано), «Токати» для фортепіано (1976), «Скерцо-Веснянки» для скрипки і фортепіано (1981), а також пісень на слова М. Рильського, В. Симоненка, Б.-І. Антонича, Є. Маланюка, Ю. Липи, М. Драй-Хмари; музики до вистави «Гамлет» В. Шекспіра (1974). Здійснив оркестрування опери «Запорожець за Дунаєм» С. Гулака-Артемовського (1966), опер. увертюр М. Лисенка (1969–84). Написав музикознавчу працю «Співдія драматичного змісту та музичної і поетичної форм у гетерогенних оперних різновидах ХІХ ст.» (у 2-х т., Енн-Арбор, 1981).